# Myoxanthus parvilabius
Myoxanthus parvilabius är en orkidéart som först beskrevs av Charles Schweinfurth, och fick sitt nu gällande namn av Carlyle August Luer. Myoxanthus parvilabius ingår i släktet Myoxanthus och familjen orkidéer. Inga underarter finns listade i Catalogue of Life.